# Szkotowo
Szkotowo (niem. Skottau) – wieś w Polsce położona w województwie warmińsko-mazurskim, w powiecie nidzickim, w gminie Kozłowo.
Do 1954 roku oraz w latach 1973–1977 miejscowość była siedzibą gminy Szkotowo. W latach 1954–1972 wieś należała i była siedzibą władz gromady Szkotowo. W latach 1975–1998 miejscowość administracyjnie należała do województwa olsztyńskiego.
Wieś leży nad jeziorem Szkotowskim, które połączone jest małym kanałem z jeziorem Kownatki.

## Historia
W jeziorze Kownatki odkryto ślady budowli palowych. Z historią Szkotowa związany jest ród Kostków. W 1600 miejscowość ta należała do Mikołaja, Jana, Stanisława i Feliksa Kostków. W 1638 właścicielem był Jan Kostka. W wiekach XVII i XVIII właścicielami prócz Kostków-Szkotowskich byli Mogiłowscy i Kownaccy.
Kościół zbudowany w latach 1874–1877. W ołtarzu obraz Zmartwychwstania.